# 元景安
元景安（？—？），又称高景安，河南郡洛阳县（今河南省洛阳市东）人，追尊魏昭成帝拓跋什翼犍五世孙，北魏宗室，北魏、西魏、东魏、北齐、北周官员。

## 生平
元景安沉着机敏有才干，少年时善于骑马射箭，善于侍奉人。元景安以尔朱荣大将军府长流参军为起家官，加宁远将军，又转任尔朱荣大丞相府长流参军。高欢平定洛阳后，领军娄昭推荐元景安补任京畿都督，元景安的父亲元永启奏把代郡公的爵位授予元景安，元景安又加前将军、太中大夫。元景安后随魏孝武帝元修西入关中。天平末年，东魏进攻西魏，元景安在战场上归附东魏。高欢称赞元景安，当即以元景安补任都督。兴和年间，元景安转兼领亲信都督。邙山之战时，元景安奋力作战有功，获赐爵西华都乡男，代郡公如故。高澄入朝时，元景安随从前往邺城。当时东魏和南梁交好，互相派遣使者，元景安马术娴熟神妙，性格宽容又有原则，每次南梁使者前来，元景安经常与斛律光、皮景和等人接待客人并骑马射箭，见到的人都称赞他。高澄继承霸府后，元景安上奏削减自己的封国分赐给将士，因此改封石保县开国子，食邑三百户，加安西将军。元景安又出任通州刺史，加镇西将军，爵位晋升为伯爵，增加食邑总计六百户，其余官职如故。天保初年，元景安加征西将军，另外加封兴势县开国伯，兼任定襄县县令，获赐姓高氏。天保三年（552年），元景安跟随齐文宣帝高洋在代川击败库莫奚，转兼领左右大都督，其余官职如故。天保四年（553年），元景安跟随齐文宣帝在黄龙讨伐契丹，兼领北平郡太守。之后元景安屡次跟随齐文宣帝击败柔然，升任武卫大将军，又转兼领左右大将军，兼任七兵尚书。
当时北齐开始修筑长城，边镇戍所没有建立，突厥强大，朝廷忧虑边境可能会被侵犯，诏令元景安与各路军队沿着边塞进行防守。北齐的督帅将领很多，而且他们率领的士兵财产富裕，于是公开进行贿赂。齐文宣帝听说后，派遣使者追究核查，与元景安同行的将领贪赃纳贿，只有元景安秋毫不犯。齐文宣帝非常赞叹，于是诏令有关部门把收缴赃物中的五百匹绢赐给元景安，以表彰他的清白廉洁。
之后元景安转任都官尚书，加仪同三司，食干高平郡。乾明元年（560年），元景安转任七兵尚书，加车骑大将军。皇建元年，元景安又兼任侍中，乘坐驿站马匹拜谒邺城，慰劳各个官府，巡行视察风俗。
齐孝昭帝高演曾经和群臣在西园聚饮射箭，文武官员参与的有二百多人。设置的箭靶离大堂有一四十多步，射中靶心的赐给良马和金玉锦段等。有一人射中兽头，离开鼻子一寸多。只有元景安排在最后，还有一箭没发，齐孝昭帝命令元景安射箭，元景安缓缓的整理易容，拿起弓箭拉满，正中兽鼻。齐孝昭帝赞叹叫好，特赐给马两匹，玉帛杂物又加常等。
大宁元年（561年），元景安加开府。大宁二年（562年），元景安转任右卫将军，很快转任右卫大将军。天统初年，元景安署理并州尚书右仆射，很快出任徐州刺史。天统四年（568年），元景安出任豫州道行台仆射、豫州刺史，加开府仪同三司。武平三年（572年），元景安升任行台尚书令，豫州刺史如故，封历阳郡王。武平四年（573年）五月，南陈进攻北齐，都督吴明彻进军秦郡，以黄法抃进军历阳，元景安率领步兵和骑兵五万人来支援，齐军在小岘修筑城池，南陈左卫将军樊毅和庐陵内史任忠在大岘防御，大败齐军，北齐的人马和兵器全部被陈军缴获。当年十二月，南陈定州刺史田龙升献出长江以北的六州和七个军镇，向北齐投降，北齐派遣元景安率领军队接应。南陈派遣周炅出任江北道大都督，统帅各路军队讨伐田龙升。田龙升派弋阳太守田龙琰率领两万军队在亭川防御，高景安在水陵、阴山为田龙琰的后援。周炅分派军队进攻，自己身先士卒率领精兵进攻田龙升，田龙升大败，高景安逃走，江北之地全部被南陈收复。元景安在边境州，邻接他国边境，安定边境，不互相侵略，居民感到安宁。元景安的辖区内蛮族多汉族少，元景安对他们恩威并重，所有人都得到安宁和睦，等到武平末年，元景安招揽抚慰的新来蛮族缴纳租税的有数万户。武平六年（575年），元景安被征召入朝出任领军大将军。北齐灭亡后元景安在北周为官，以大将军、大义郡开国公的身份率领部众讨伐稽胡，在战斗中阵亡。

## 其他
北齐天保十年（559年），太史上奏说：“今年应当除旧布新。”齐文宣帝对元韶说：“汉光武帝刘秀什么原因可以中兴汉朝？”元韶说：“是因为诛杀刘氏宗族没有杀尽。”齐文宣帝于是诛杀元氏宗族来做厌胜之术，在五月诛杀了元世道、元景式等二十五家血缘较近的北魏宗室，其余十九家也都被囚禁限制行动。七月，大肆诛杀元氏，自追尊魏昭成帝拓跋什翼犍以下的后裔全被杀光。元景安血缘关系较远，请求改姓高。元景安的堂兄元景皓说：“怎么可以抛弃自己的宗族，追随其他的姓。大丈夫宁为玉碎，不为瓦全。”元景安向齐文宣帝报告了这些话，还牵扯到元景皓的另一堂弟元豫，说元豫也附和元景皓。元豫供称：“那时我用衣袖掩住元景皓的嘴巴，说：‘哥哥不要乱说话。’”再问元景皓当时的情形，与元豫所说相同，元豫被免罪，元景皓被收捕后诛杀，他的家属被迁徙到彭城。于是只赐给元景安一人姓高，元家其他人都任凭本姓。

## 家庭

### 高祖
- 拓跋虔，北魏陈留王

### 父亲
- 元永，北齐大司农卿、金紫光禄大夫、乾乡男

### 儿子
- 元仁，隋朝丹阳郡太守

## 延伸阅读
[在维基数据编辑]
 《北齊書·卷41》，出自李百药《北齊書》
 《北史·卷053》，出自李延壽《北史》